# Torre de Rato

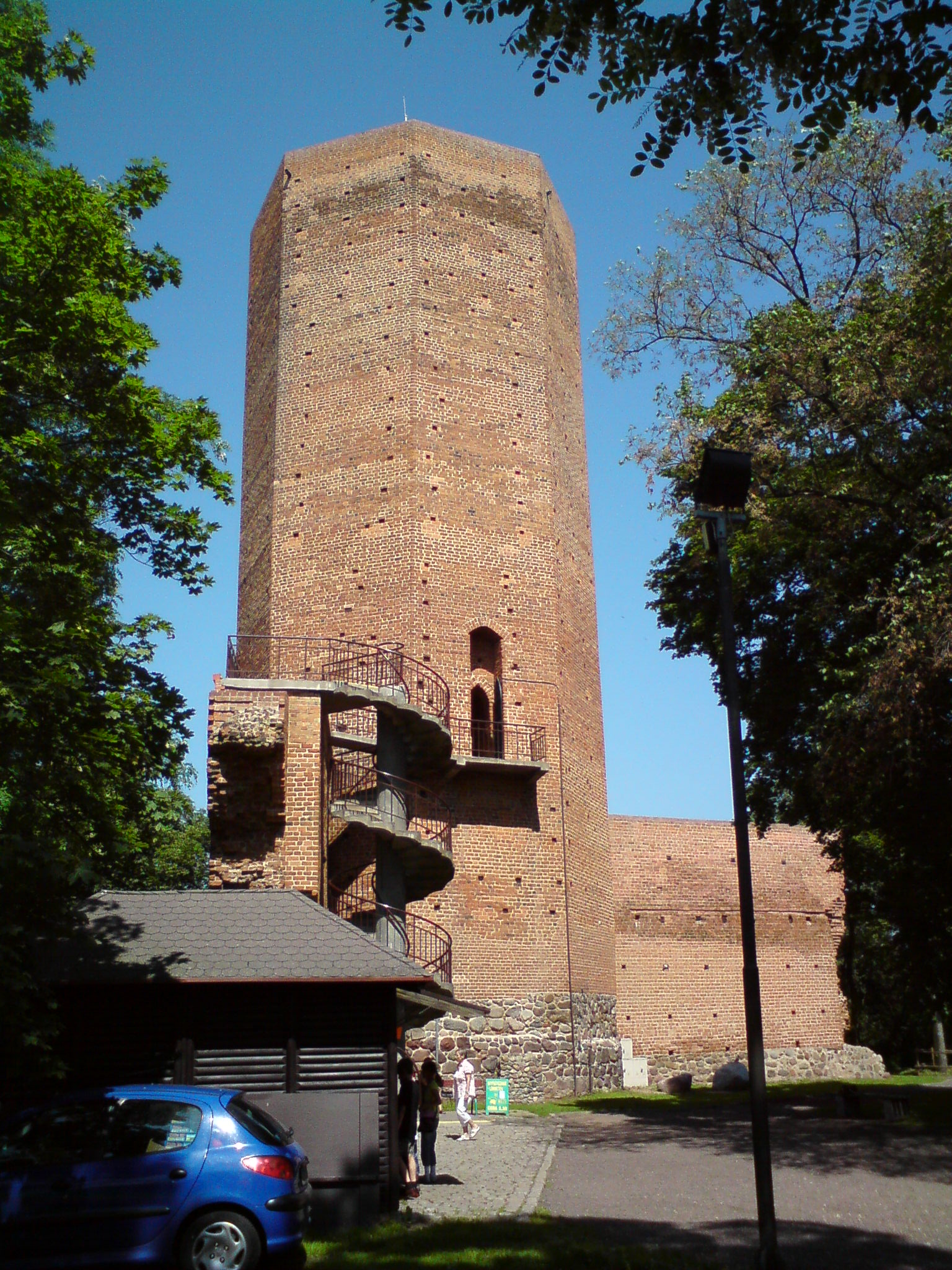
A Torre de Rato

A Torre de Rato – torre de tijolo e de 8 lados tem 32 metros de altura, fica em Kruszwica, na Península Rzępowska no lago Gopło. Uma curiosidade na arquitectura da torre e que no interior ela é redonda e também, os buracos que ficam na parede nao sao os forames de janelas mas marcas de andaime. A torre foi a parte do castelo em Kruszwica construido por Kazimierz Wielki cerca de 1350. No início, tinha o papel de fortaleza construída para proteger Kruszwica de Teutônicos. Seguidamente, depois da caída dessa Ordem, tornou-se a sede de castelões e starostwo. Foi destruído (explodido) por Suecos em 1657; mais cedo foi ocupado por eles. A torre sobreviveu e desde de 1895 está uma atração turística de Kruszwica e mirante. Do topo da torre é visível Inowrocław, Strzelno, Radziejów.

## Lenda
Existem várias lendas ligada com a Torre de Rato. O nome refere-se ao lenda de Popiel, monarca legendar da Polônia, banido pelo príncipe dos polanos, Ziemowit (ancestor de Mieszko I). Esta lenda está citada na Crônica polaca de Gallus Anonymus. Esta história teria de se acontecer cerca de 400 anos antes da construção da torre, a localização dela está descrita na Crônica de Wielkopolska. A teoria popular diz que a lenda provavelmente foi importada de fontes da Europa Ocidental, porque o relato sobre mau rei devorado por ratos em torre, existe no território da Alemanha e lida a Mäuseturm na cidade Bingen am Rhein. Mas como evidência Jacek Banaszkiewicz, a lenda de Gallus Anonymus sobre devoração do rei por ratos, não pode porvir da Alemanha porque aparece na Polônia mais cedo, no etapa de criação de “lendas de ratos”. A lenda e só um elemento da herança simbólica de proto-indo-europeu.

## Galeria

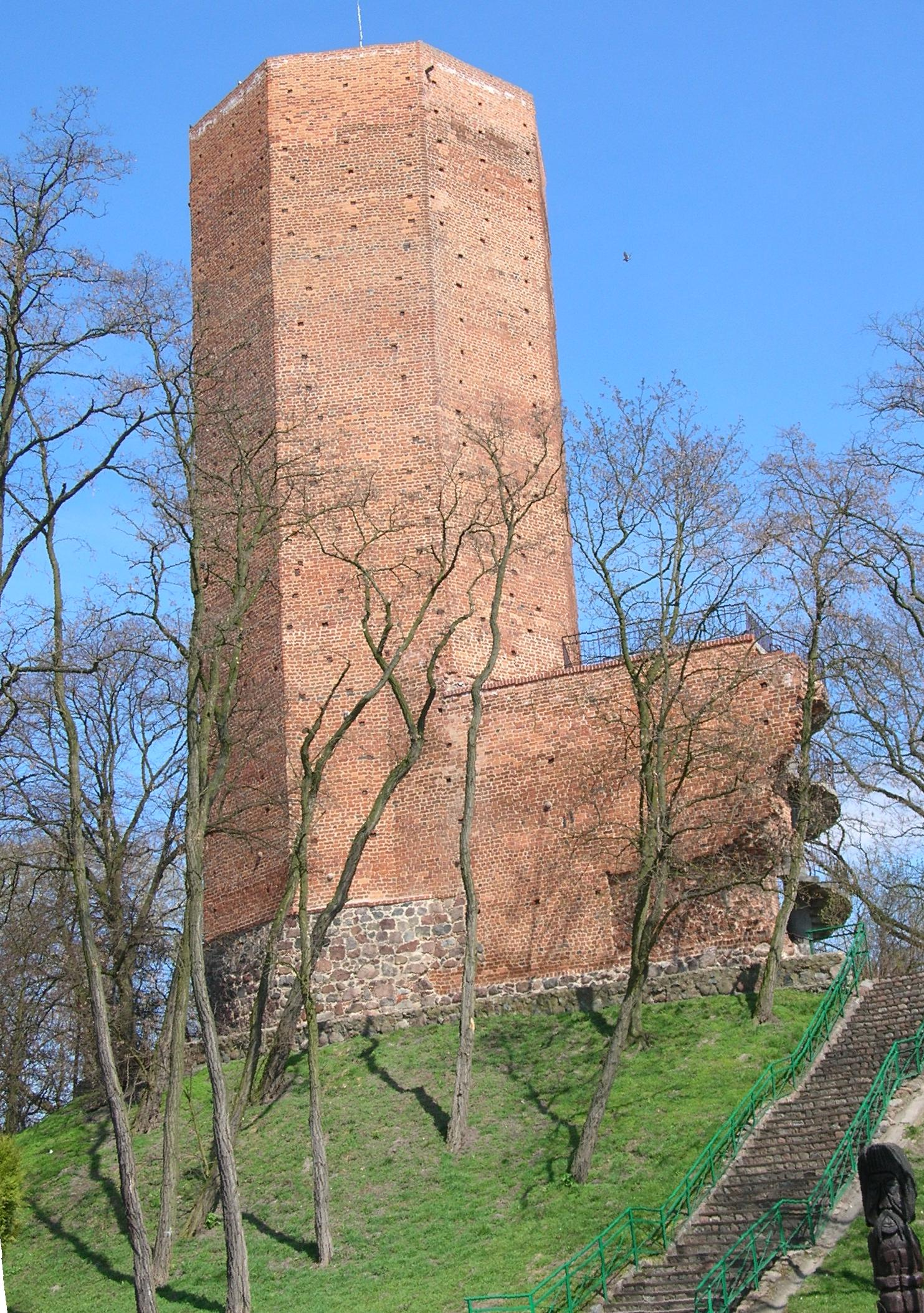
Kruszwica, Mysia Wieża 1.jpg
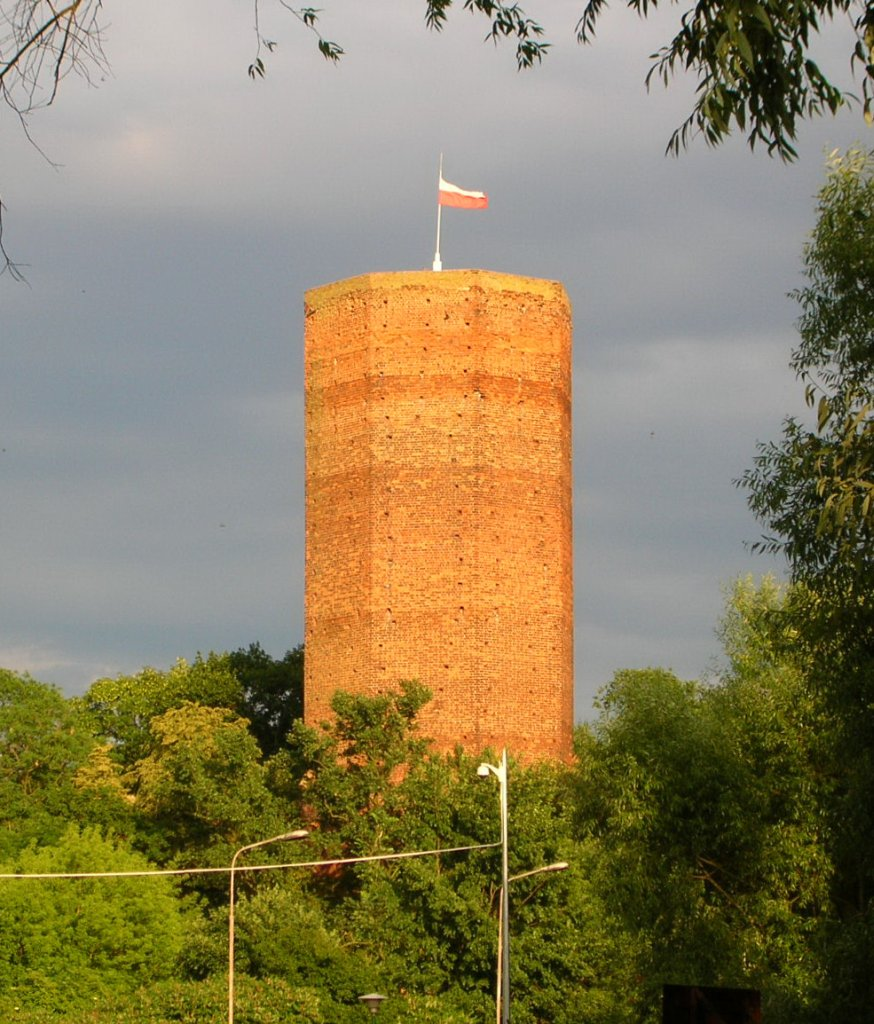
Kruszwica - wieża 1.jpg
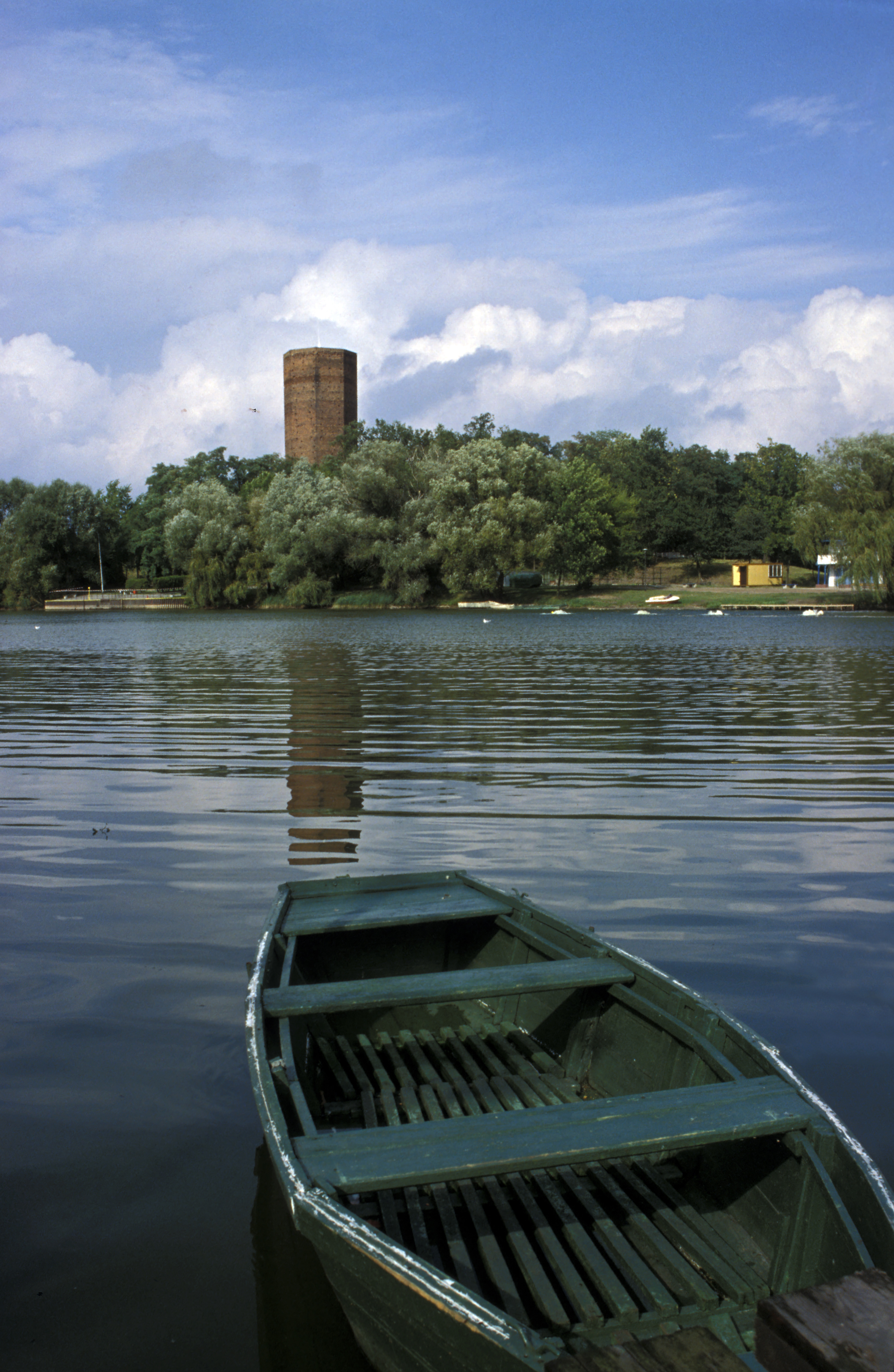
Kruszwica(js).jpg
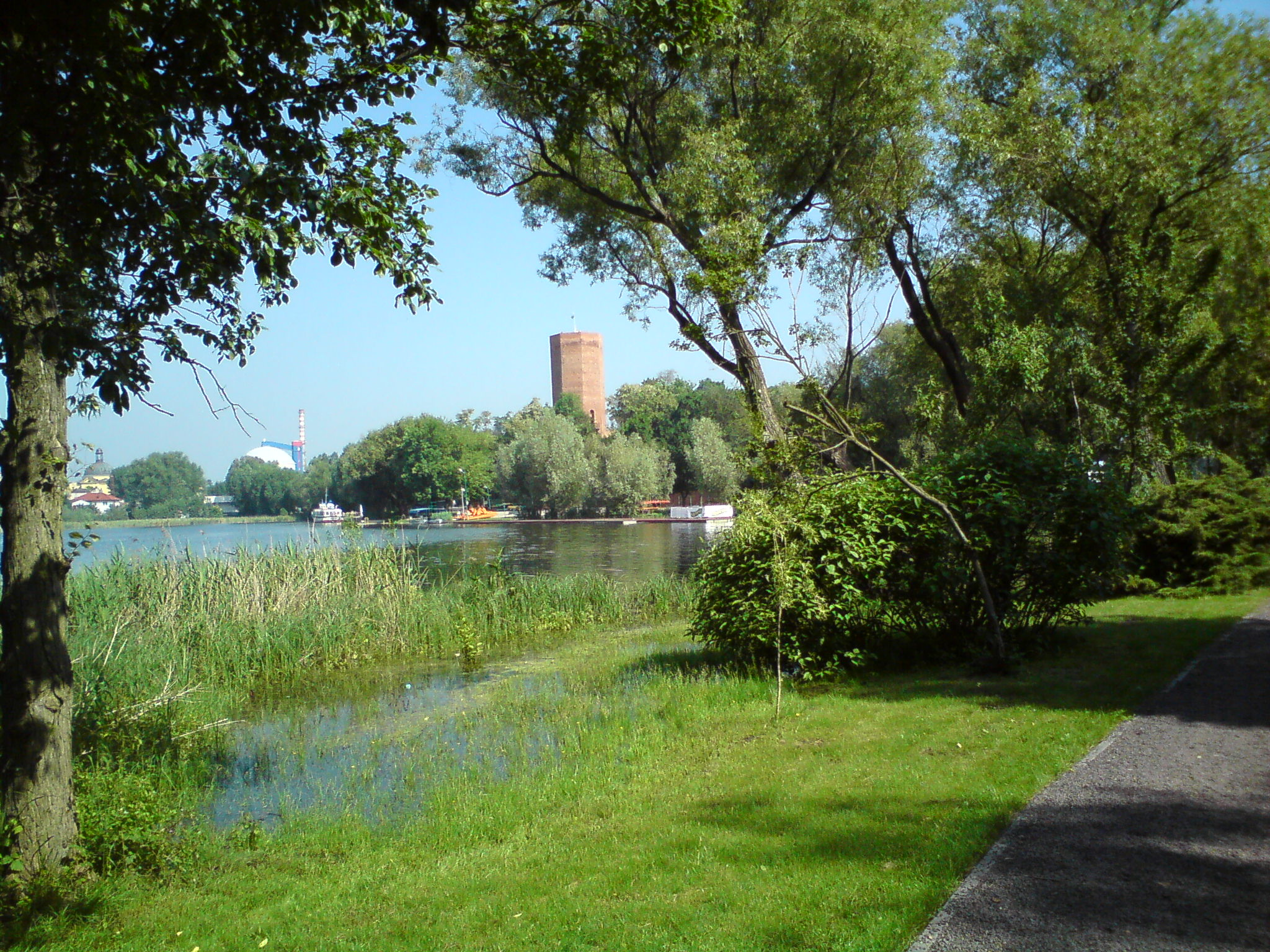
Vista da Península Rzępowska
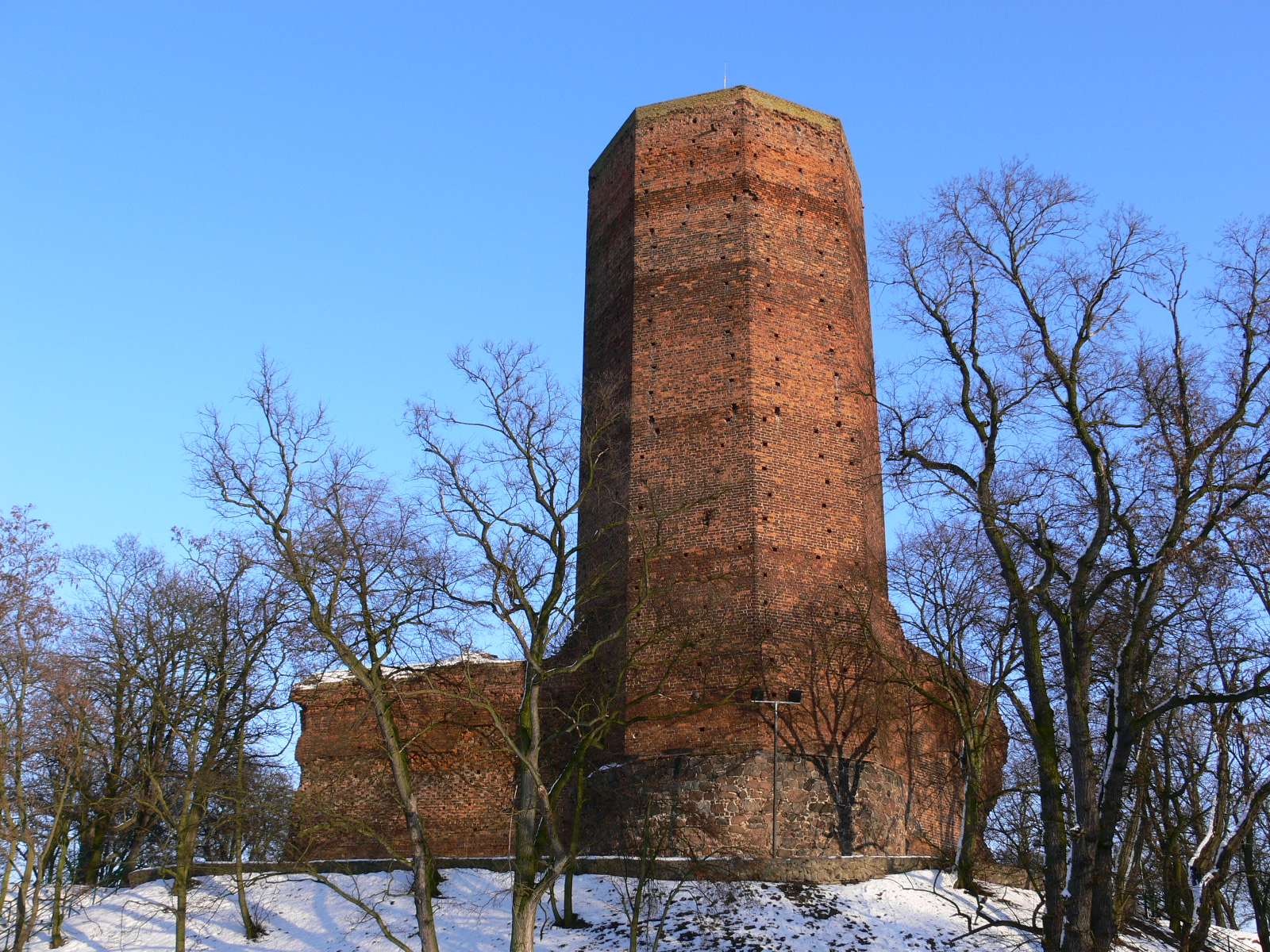
PL Kruszwica Mysia Wieza.JPG
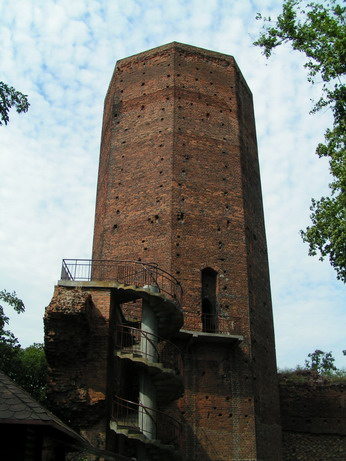
Vista durante do Verão